# موسى لاتونجي
موسى لاتونجي (بالفرنسية: Moussa Latoundji)‏ ، من مواليد 13 أغسطس 1978 ، لاعب كرة قدم بنيني. واحرز هدف منتخب بنين الوحيد في كاس الأمم الأفريقية.
في مرمى نيجيريا
و هو يلعب مع منتخب بنين لكرة القدم.

## روابط خارجية
- موسى لاتونجي على موقع الاتحاد الدولي (مؤرشف)  (الإنجليزية)
- موسى لاتونجي على موقع قاعدة بيانات كرة القدم.إي يو (الإنجليزية)
- موسى لاتونجي على موقع ناشيونال فوتبول تيمز (الإنجليزية)
- موسى لاتونجي على موقع عالم كرة القدم.نت (الإنجليزية)
- موسى لاتونجي على موقع كووورة